# Bildtrommel

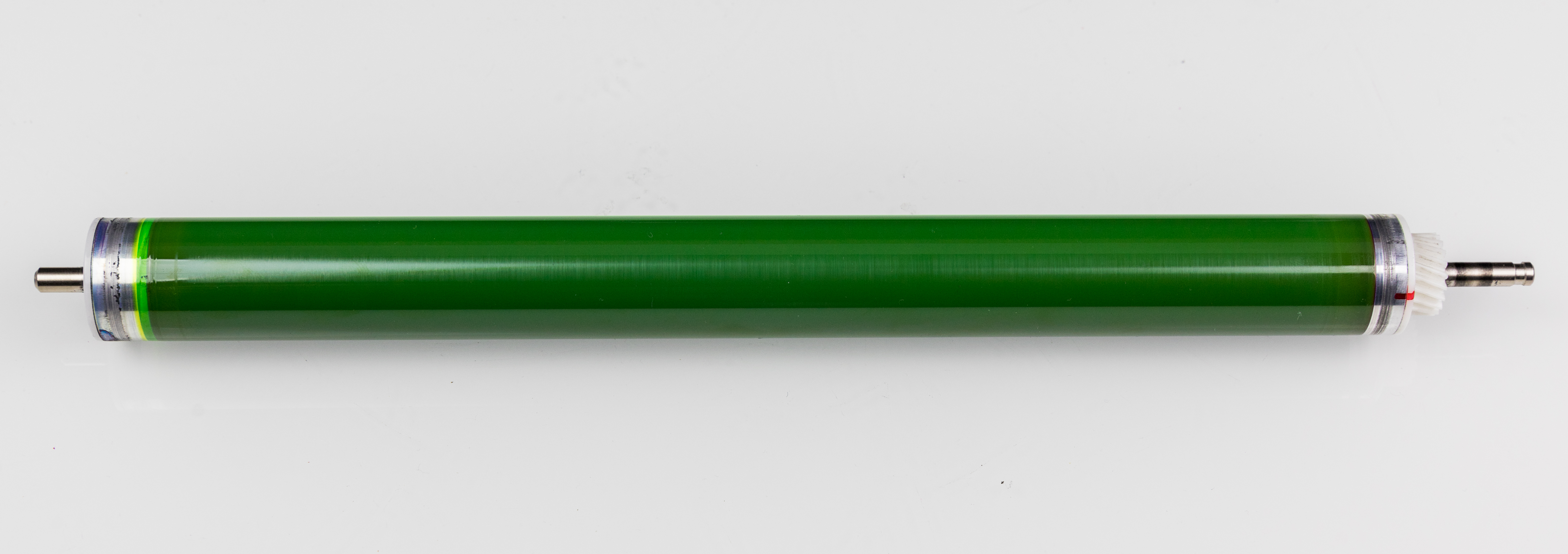
Eine Bildtrommel (von vier) eines Xerox WorkCentre 6605 Farbkopierers

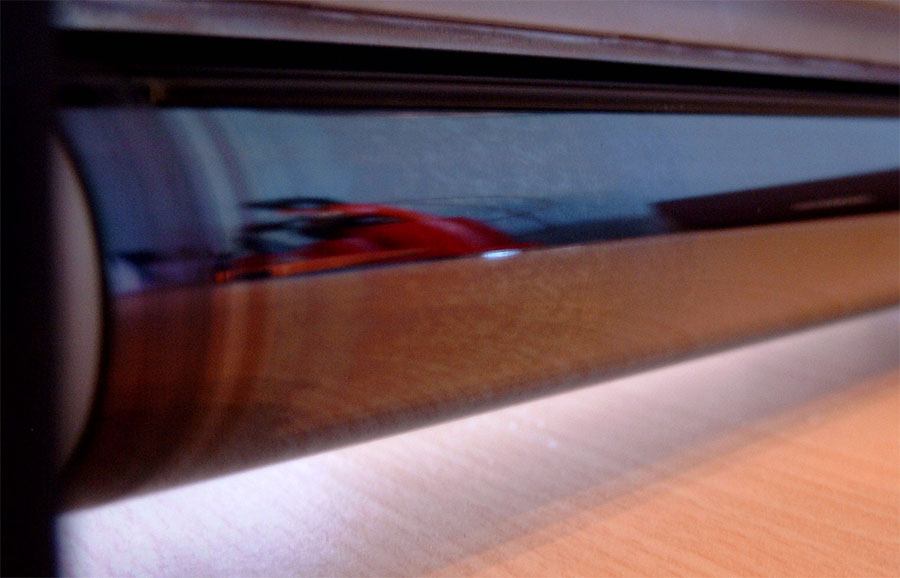
Eine amorphe Silizium-Permanentbildtrommel eines Kyocera-S/W Laserdruckers

Die Bildtrommel (nach dem Funktionsprinzip auch Photoleiter oder engl. Photoconductor drum genannt) ist eine Basiskomponente von Laserdruckern und Fotokopierern, auf der die Elektrofotografie stattfindet.

## Aufbau
Die Bildtrommel ist ein ca. 1 mm bis 2 mm starkes präzises Aluminiumrohrstück in gerätespezifischem Durchmesser und geringfügig länger als die maximal vorgesehene Druckbreite. Die Enden sind mit Endstücken zur Aufhängung in offenen Schleiflagern versehen. Eine Seite hat eine formschlüssige Traktionsvorrichtung (Verzahnung) für den Antrieb. Auf der Oberfläche ist eine photoleitende Schicht aufgebracht. Der Aluminiumkörper ist mit einem Schleifkontakt auf das Gerätechassis elektrisch leitend verbunden.

## Funktion
Die photoleitend beschichtete Oberfläche der Bildtrommel wird von einer Hochspannungsquelle über eine Ladekorona elektrisch geladen.
Mittels fokussierter Leuchtdioden, eines Laserstrahls oder durch ein Objektiv projizierter Belichtung wird auf der halbleitenden Trommeloberfläche ein Bild als Muster erzeugt, indem sich diese an den hellen Stellen durch Fotoleitung entladen. Bei weiterer Drehung der Bildtrommel bleiben Farbpartikel des durch die Tonerwalze zur Trommel transportierten Toners an den geladenen Stellen aufgrund elektrostatischer Anziehung haften. Das bisher latente Bild wird dadurch entwickelt. Das Tonerbild wird im weiteren Verlauf der Drehung an der Separationskorona oder Transferwalze auf das Papier übertragen. Eine mit Wechselspannung betriebene Löschkorona sorgt für Entladung der Trommel, was zur Löschung des latenten Bildes führt. Ein Wischer beseitigt eventuell verbliebene Tonerreste. Der gesamte Vorgang erfolgt während einer Trommeldrehung.
Die Fixierung des Bildes auf dem Papier erfolgt in der sogenannten Fixiereinheit, die als weitere Baugruppe hinter der Bildtrommel sitzt. Dabei wird durch Druck und Hitze (Heißfixierung) oder früher nur durch Druck (Kaltfixierung) eine feste Verbindung zwischen den Farbpartikeln des Toners und dem Papier erzeugt.

## Bauarten
Bei Bildtrommeln kann man drei Bauarten unterscheiden: In Laserdruckern werden meist Einweg-Bildtrommeln verwendet, die je nach Modell nach bis zu ca. 5.000 Seiten ausgetauscht werden müssen. Sogenannte Permanentbildtrommeln kann man (modellabhängig) dagegen bis zu ca. 300.000 gedruckten Seiten im Drucker belassen. Diese Trommeln werden hauptsächlich von der Firma Kyocera verbaut. Die dritte Trommelart, die sogenannten semipermanenten Trommeln, halten bis zu ca. 20.000 Seiten.

## Materialien
Zur Herstellung von Bildtrommeln werden lichtempfindliche Materialien eingesetzt. Klassische Kopierer und Laserdrucker haben einen Belag aus anorganischen Fotoleitern wie Arsen-Tellur oder Galliumarsenid, bis in die 1980er Jahre auch amorphes Selen. Moderne Geräte benutzen, vor allem aus Umweltgründen, organische Materialien (Organic Photo Conductor – OPC).
Die lichtempfindliche Oberfläche kann bei längerer UV-Einwirkung irreversibel degenerieren. Die Folge sind Flecken oder Streifen auf jedem Ausdruck, an deren Wiederholung der Trommelumfang identifiziert werden kann. OPCs reagieren mit den meisten Chemikalien, auch auf der menschlichen Haut vorkommenden Substanzen. Alte Trommeln mit um ein Vielfaches dickeren und auf Selen basierenden Beschichtungen konnten noch mit geeigneten Poliermitteln behandelt werden, was den Grauschleier beseitigte, der durch die vom Papierschliff oder ausgehärteter Wischer aufgeraute Oberfläche verursacht wurde.

## Verwendung in Farbsystemen

### Revolversystem
Für Farblaserdrucker wurden verschiedene Varianten des Einsatzes der Bildtrommeln entwickelt. Die einfachste ist ein Revolversystem, bei dem das Papier einmal pro Farbe wiederholt an derselben Bildtrommel vorbeigeführt wird oder das Tonerbild auf einer Transfertrommel oder einem Transferband zwischentransferiert wird, da sich diese präziser als Papier führen lassen und die Farbmuster besser synchronisieren lassen. Bei Transfertrommel oder Transferband ist das Bild auf der Trommel kein Spiegelbild, da es erst im zweiten Schritt auf das Papier transferiert wird. Mit jedem Durchgang wird die Entwicklerrolle mit der entsprechenden Tonerfarbe an die Bildtrommel geführt. Die Bildtrommel wird jeweils vorher mit dem entsprechenden CMYK-Farb-Teilbild belichtet. Damit ist das Revolversystem im Vierfarbdruck nur etwa ein Viertel so schnell wie im Monochrom-Druck.

### Inlinesystem
Sogenannte Inline-Drucker besitzen vier unabhängige sequentielle Bildtrommeln für je eine Farbe, die es ermöglichen, die Farben nacheinander auf das Blatt (bei den meisten Modellen zunächst auf ein Transportband/Transferband) aufzutragen. Diese Geräte arbeiten erheblich schneller als Laserdrucker mit Revolversystem. Bei einigen Inline-Druckern wird die Bildtrommel des jeweiligen Farbtoners mit ausgetauscht, da sie in die Tonerkassette integriert ist.

## Einbau
Zur leichteren Wartung sind Bildtrommeln zusammen mit dem Wischer für den Resttoner einschließlich dessen Behälter oder Abtransportkanal, teilweise Transferwalzen und teilweise Ladewalzen oder Ladeeinrichtungen in der Trommeleinheit, (engl. Photoconductor unit (PCU) genannt) integriert.
Ist die Tonereinheit mit der Trommeleinheit vereint, spricht man von einer Prozesseinheit (von englisch processing unit).
Eine Entwicklereinheit ist eine Tonereinheit, jedoch wird teils unpräziserweise eine Prozesseinheit damit bezeichnet.
Zudem sind Tonereinheiten entweder mit einer einzigen Tonerfüllung vorbefüllt oder aus einer Kartusche nachfüllbar, was so auch bei Prozesseinheiten vorkommt.